# 비전 디바인
비전 디바인(영어: Vision Divine)는 이탈리아의 파워 메탈 밴드이자 프로그레시브 메탈 밴드이다.

## 구성원
- 알레시오 루카티 - 키보드
- 이반 쟌니니 - 보컬
- 올라프 톨슨 - 기타
- 페데리코 풀레리 - 기타
- 안드레아 토리치니 - 베이스
- 마이크 테라나 - 드럼

## 이전 구성원
비전 디바인 결성 때부터 밴드를 거쳐갔던 구성원들이다.
- 파비오 리오네 : 보컬
- 마티아 스탕쵸유 : 드럼
- 앤드류 맥파울스 : 키보드
- 올레그 스미르노프 : 키보드
- 미켈레 루피 : 보컬
- 마테오 아모로조 : 드럼
- 다닐 모리니 : 드럼
- 리키 쿠알리아토 : 드럼
- 크리스티아노 베르토키 : 베이스
- 알레산드로 비사 : 드럼